# إيدي مازوليني
إيدي مازوليني (بالإيطالية: Eddy Mazzoleni)‏ مواليد 29 يوليو 1973 في بيرغامو، هو دراج إيطالي في صنف سباق الدراجات على الطريق.

## سجل النتائج

### سباقات أو مراحل فاز بها
- طواف سويسرا

## روابط خارجية
- إيدي مازوليني على موقع الاتحاد الدولي للدراجات (الإنجليزية)
- إيدي مازوليني على موقع أرشيف الدراجات (الإنجليزية)
- إيدي مازوليني على موقع إحصائيات الدراجات الإحترافية (الإنجليزية)
- إيدي مازوليني على موقع نسبة الدراجات (الإنجليزية)
- إيدي مازوليني على موقع CycleBase (الإنجليزية)